# Otto Christopher von der Howen (Zeichner)
Otto Christopher von der Howen (* 6.jul. / 17. März 1774greg. in Rojel, Kirchspiel Bartholomäi, Kreis Dorpat in der russischen Ostseeprovinz Livland; † 25. Mai 1848 in Nimwegen, Niederlande) war ein deutsch-baltischer Offizier sowie Amateur-Künstler, Zeichner und Aquarellist.
Fast 55 Jahre lang diente er in den Armeen Russlands, der Republik Batavia, Frankreichs und der Niederlande.
Er hinterließ eine große Anzahl von Skizzen, Zeichnungen und Aquarellen, die als Lithographien weite Verbreitung fanden und in Museen, Sammlungen und im Kunsthandel zu finden sind.

Rathaus von Köln, Litho v. Vauzelle nach Otto Howen, lithographiert von G. Engelmann

## Lebensdaten
Otto Christopher wurde geboren als ältestes Kind des kaiserlich-russischen Oberstleutnants Otto Johann von der Howen (1737–1811) und seiner Gemahlin Catharina Dorothea von Dücker (1748–?). Gemäß der Familientradition war er für den kaiserlich-russischen Militärdienst bestimmt und trat im Alter von 11 Jahren in das St. Petersburger Pagencorps ein, in dem er für eine Karriere in der Waffengattung Artillerie ausgebildet wurde.
Im Alter von 22 Jahren quittierte Otto Christopher 1796 den Dienst im russischen Heer. Nach eigenen Angaben wurde sein Antrag auf Entlassung am 2. Juli 1796 bewilligt; als Demissionsgrund gab er später die politischen Umstände an. Unterlagen zu diesem Vorgang konnten bisher nicht in russischen Archiven gefunden werden. Unbestätigte Quellen berichten, er sei am Hof in Sankt Petersburg in Ungnade gefallen, andere vermuten, er sei in eine Verschwörung gegen Zar Paul I. (ermordet 1801) verwickelt gewesen.
1799 trat er im Range eines Kanoniers in die Armee der Republik Batavia  ein und machte dort sowie in den Armeen des Napoleonischen Frankreichs und der Niederlande Karriere. 1816 zum General befördert diente er bis zu seiner Pensionierung 1839 in der königlich-niederländischen Armee.
Am 5. August 1809 heiratete Otto Christopher in Den Haag Julie-Philippe Auguste Uitenhage de Mist (1783–1832). Ihr 1815 geborener Sohn Otto wurde auch Soldat und starb 1843 im Range eines Leutnants.
Otto Christopher von der Howen starb am 25. Mai 1848 in Nimwegen im Alter von 74 Jahren. In Namur ist nach ihm eine Straße benannt, unter dem Namen rue Oscar (sic!) de Howen (Karte).
Unklar ist, warum in der im Jahr 1932 publizierten Genealogie im Genealogischen Handbuch der Baltischen Ritterschaften, Teil Kurland, nur seine Geburtsdaten aufgeführt sind, mit dem Vermerk Ohne weitere Nachrichten.

## Militärische Laufbahn
- 1790 bis 1796 Dienst in der kaiserlich-russischen Armee (Teilnahme am Krieg gegen das Osmanische Reich)
- 1796 Demission aus bisher nicht eindeutig geklärten Gründen im Rang eines Kapitäns
- 1799 Eintritt in die Armee der Republik Batavia im Rang eines Kanoniers, verwundet bei der Schlacht bei Bergen, danach zum Unterleutnant befördert
- 1804 Leutnant der Genietruppe (Pioniere)
- 1807 Beförderung zum Kapitän und 1807 zum Regimentskommandeur im Range eines Colonel
- 1810 bis 1814 nach der Übernahme der niederländischen Armee durch Frankreich Teilnahme an Napoleons Kampagnen in Spanien im Range eines Colonel, verwundet 1811 bei Albérique
- 1814 Eintritt in die niederländische Armee im Range eines Colonels der Artillerie
- 1816 bis 1830 im Range eines Generaal-Majoors Chef eines Artillerieregiments, zuständig für die Festungen in den Provinzen Namur, Hainaut und Luxemburg
- 1830 im Zuge des Aufstands der Belgier in Mons mit seinen Soldaten und Offizieren arretiert und in Brüssel inhaftiert
- 1831 bis zur Pensionierung 1839 Befehlshaber der Festung Nimwegen

Otto Christopher von der Howen wurde mit dem Kommandeurskreuz des Ordens vom Niederländischen Löwen ausgezeichnet.

## Künstlerische Tätigkeit
Ob Otto von der Howen eine künstlerische Ausbildung erfahren hat, ist nicht bekannt. Sicher hat ihm sein Fachwissen als Artillerist geholfen, Landschaften und Gebäude maßstabs- und perspektivgerecht zu zeichnen.
Erhalten sind eine große Anzahl von Skizzen in Kreide oder Tinte, umgesetzt in Kreide- oder Federzeichnungen, zum Teil auch aquarelliert. Ausgewählte Motive wurden im Auftrag von Verlagen von bekannten Künstlern wie Jean-Baptiste Madou, Théodore Fourmois und Godefroy Engelmann lithographiert und gedruckt.
Fast alle Zeichnungen zeigen Landschaften oder Bauten, nur wenige Porträts sind bekannt. Seine Motive fand Otto Christopher von der Howen in seinem Umfeld Namur und Nimwegen und auf Reisen.

Vue de Francfort (Arneut nach Howen)
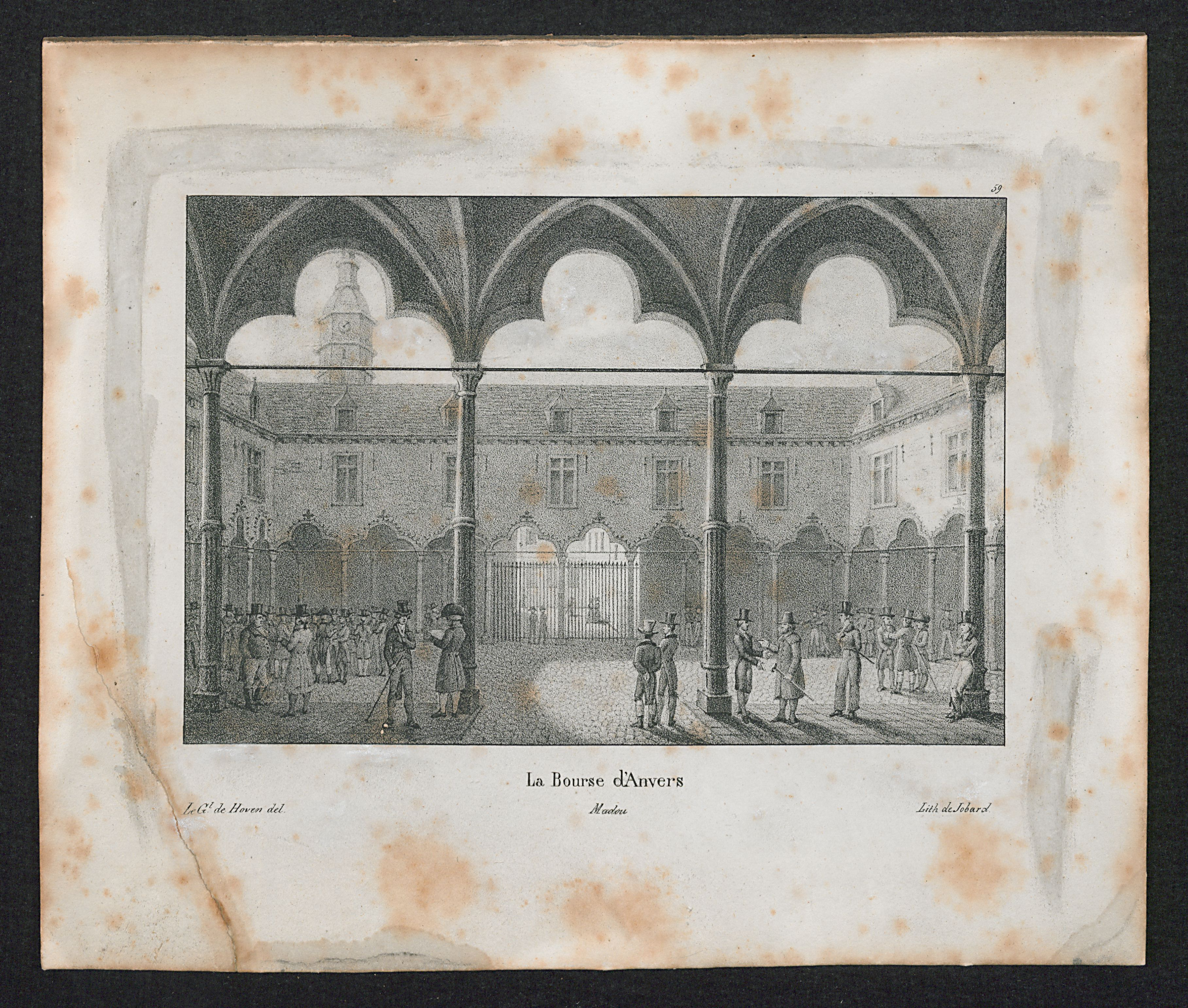
De Beurs van Antwerpen (Madou nach Howen)
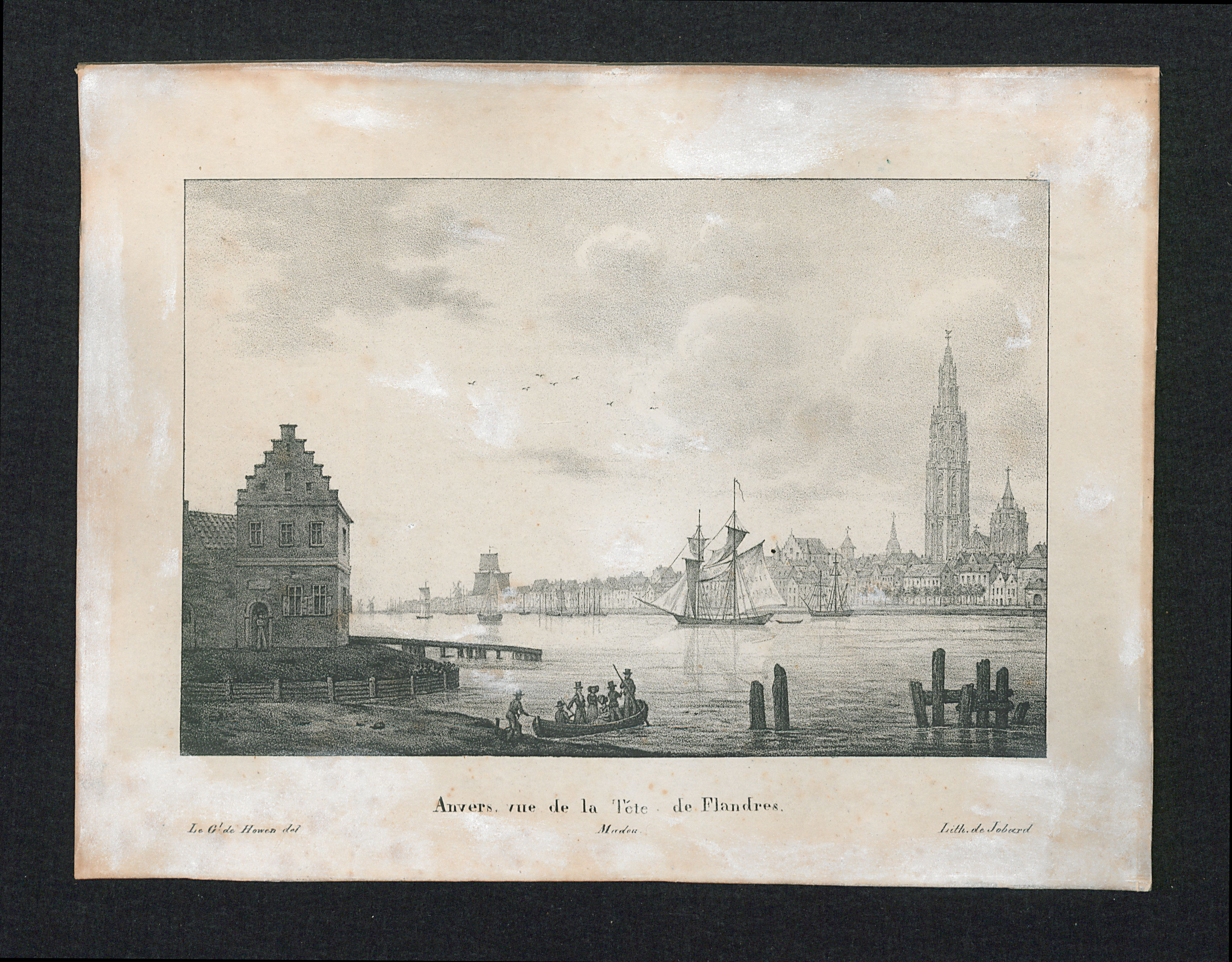
Zicht op Antwerpen vanuit het Vlaams Hoofd  (Madou nach Howen)
Vue de la porte romaine à Andernach (Villeneuve nach Howen)
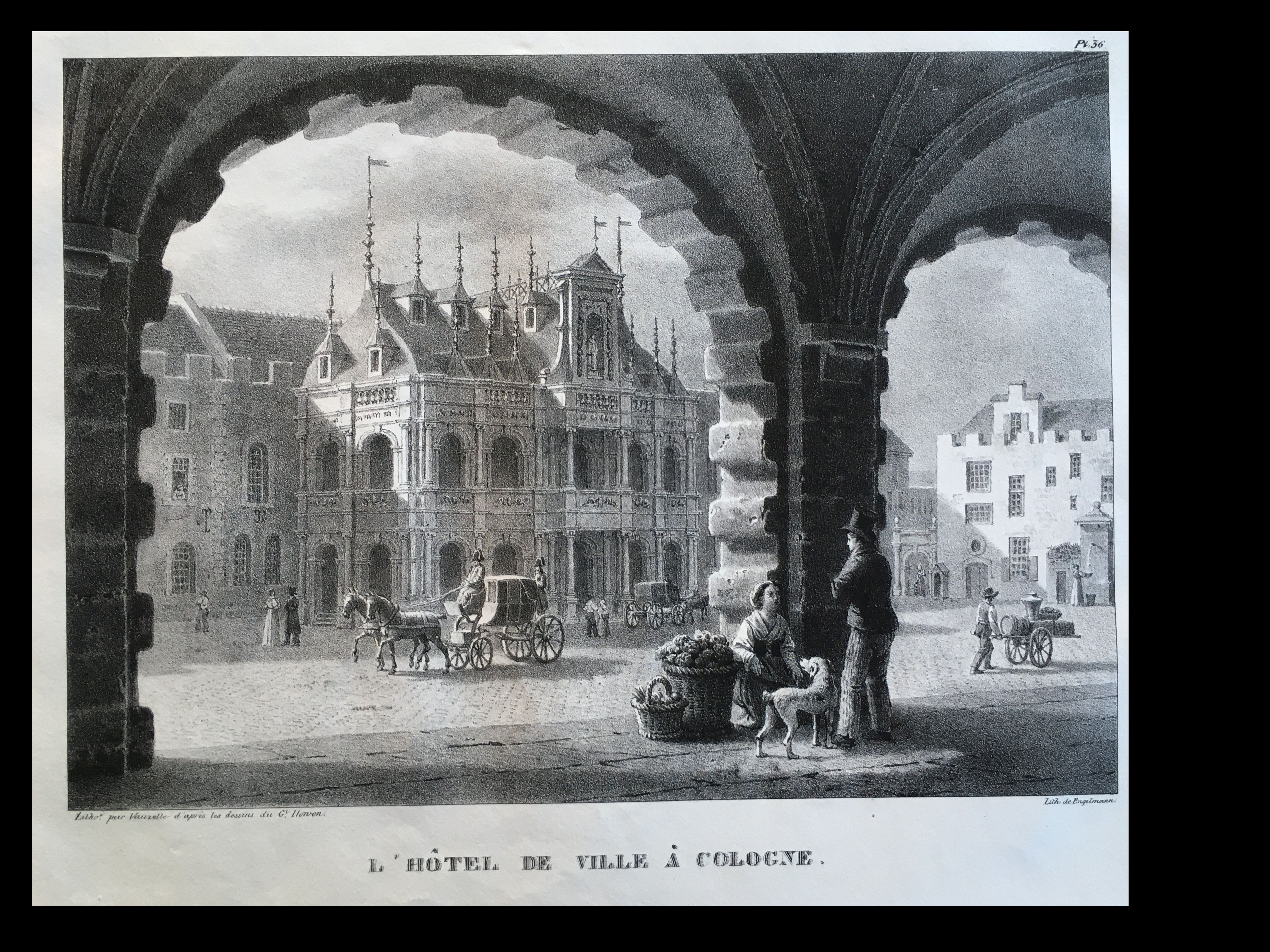
L'Hôtel de Ville à Cologne
- Rezension von Relation d'un voyage en Espagne

## Veröffentlichungen
- Nieuwe Reiziger door het Koningrijk Holland..., 1809, zusammen mit Evert Maaskamp und Christian Portman
- Relation d'un voyage en Espagne, dans les années 1811, 1812, 1813 et 1814, par un officier d'artellerie, 1818 anonym bei D. Gérard erschienen, 2014 veröffentlicht in den Cahiers de Sambre et Meuse, Namur[3]
- Vues pittoresques depuis Francfort jusqu’à Cologne. Paris: G. Engelmann 1824 (Katalogbeschreibung 2012: Aufwendige Ansichtenfolge nach Zeichnungen des englischen Gelegenheitskünstlers General Houwen durch das routinierte lithographische Atelier von Engelmann in Paris. – Mit Ansichten von Koblenz, Bingen, Rüdesheim, Östrich, Frankfurt, Wiesbaden, Siebengebirge, Godesberg, Köln u.a)
- Egyptische Gezigten, Otto Christopher Baron von der Howen & Leendert de Koningh; Dordrecht: Steuerwald & Co., 1827.
- Vues pittoresques des bords de la Meuse depuis Namur jusqu'à Dinant; du Trou de Han, et des environs de Rochefort; par un officier de l'artillerie, Namur 1830?
- Pensées Philosophiques, 1835 in Nimwegen bei D. J. Haspels